# Municipio de Manchester (Carolina del Norte)
El municipio de Manchester (en inglés: Manchester Township) es un municipio ubicado en el  condado de Cumberland en el estado estadounidense de Carolina del Norte. En el año 2000 tenía una población de 31.170 habitantes.

## Geografía
El municipio de Manchester se encuentra ubicado en las coordenadas 35°11′10.77″N 78°59′55.25″O / 35.1863250, -78.9986806.